# Love + Fear (Acoustic)
Love + Fear (Acoustic) là đĩa mở rộng thứ bảy của nữ ca sĩ kiêm nhạc sĩ viết nhạc Marina, được hãng thu Atlantic phát hành vào ngày 13 tháng 9 năm 2019 dưới dạng tải kĩ thuật số. EP quy tụ về năm bản acoustic của các bài hát nằm trong album phòng thu thứ tư của cô, Love + Fear (2019). EP chính thức phát hành chỉ vài tuần sau khi nó được công bố và Benjamin Fletcher đóng vai trò là nhà sản xuất duy nhất cho EP.
Để quảng bá cho Love + Fear (Acoustic), Marina đã xuất hiện với tư cách là một vị khách mời trên chuơng trình trò chuyện ban khuya Jimmy Kimmel Live! vào năm 2019. Video ca nhạc cho bản acoustic của các bài hát "True", "Superstar" và "Karma" cũng đã được tung ra trên nền tảng Youtube vào giai đoạn tháng 9 năm 2019 dưới sự chỉ đạo của tay đạo diễn Nikko LaMere. EP nhận được nhiều lời phản ánh từ tích cực đến trái chiều từ giới mộ điệu âm nhạc, với việc các cây bút khen ngợi bản acoustic của bài nhạc "Orange Trees". Một số người đã chỉ trích sự lựa chọn các bài hát của Marina, với việc một nhà phê bình đã gọi nó thật "an toàn".

## Bối cảnh và phát hành
Nhằm đánh dấu một kỉ nguyên mới trong sự nghiệp của mình, Marina cho biết từ nay cô sẽ loại bỏ phần đuôi "and the Diamonds" trong nghệ danh của cô để phát hành âm nhạc với danh nghĩa là Marina (cách điệu hóa là MARINA), giải thích rằng: "Phải mất hơn một năm để tôi nhận ra một điều rằng phần nhiều bản sắc của tôi gắn bó với con người của mình dưới tư cách là một người nghệ sĩ...và nhiều thứ không còn thuộc về con người thật của tôi nữa." Cô đã hợp tác với ban nhạc điện tử Clean Bandit trên bản nhạc "Baby", đĩa đơn đầu tiên của cô sử dụng cái tên mới. Cô cũng đồng thời phát hành album phòng thu thứ tư của mình, Love + Fear, vào ngày 26 tháng 4 năm 2019. Nhằm quảng bá cho album, Marina đã bắt tay vào chuẩn bị cho chuyến lưu diễn Love + Fear Tour, khởi động vào ngày 29 tháng 4 năm 2019 tại O2 Academy Newcastle ở Newcastle upon Tyne, Anh.

Vào ngày 4 tháng 9 năm 2019, qua Instagram, Marina lần đầu thông báo về Love + Fear (Acoustic), một đĩa mở rộng kĩ thuật số quy tụ về bản acoustic của năm bài hát từ Love + Fear. Cùng ngày hôm đó, một thông cáo báo chí chính thức từ hai hãng thu Atlantic và Neon Gold đã xác nhận thông tin này, mô tả EP là một tập hợp các bài nhạc "mạnh mẽ", được trình bày theo phong cách tối giản. Trong một cuộc phỏng vấn với tạp chí Billboard xuất bản vào ngày 13 tháng 9 năm 2019, Marina nói rằng bản acoustic của các bài hát nằm trong những album trước đó của cô đã trở nên nổi danh trong cộng đồng người hâm mộ, điều này gợi cho cô một ý tưởng phát hành một album dành riêng cho các bản nhạc acoustic. Marina cũng tiết lộ cách cô chọn lựa những bài hát từ Love + Fear sẽ được tái thu âm cho Love + Fear (Acoustic), nói:
Tôi nghĩ đôi khi phần sản xuất [...] mang tính tổng hợp hơn làm cho một vài bài hát không truyền đạt được dưới dạng acoustic, nhưng tôi cho rằng điểm mấu chốt ở đây là chỗ cấu trúc của bài nhạc và sự thư thản khi ngân nga những giai điệu. Kiểu, nó phụ thuộc vào việc tôi cảm thấy thoải mái như thế nào khi trình diễn các bài nhạc, nên tôi đã chọn ra những bài mà tôi thấy tự nhiên và dễ hát nhất.
Ngoài việc thu âm cho Love + Fear (Acoustic) vào năm 2019, Marina còn tập dượt các bản acoustic của những bài hát từ EP để chuẩn bị cho tour diễn Love + Fear Tour của mình vào mùa thu. "True", "Superstar", "Karma", "No More Suckers", và "Orange Trees" từ Love + Fear là những bài hát sáng giá mà cô đã chọn cho EP. Atlantic Records đồng thời đã gửi Love + Fear (Acoustic) đến những nhà phân phối âm nhạc như Amazon Music và Apple Music cho hình thức tải nhạc và phát trực truyến vào ngày 13 tháng 9 năm 2019. Nhạc sĩ người Anh Benjamin Fletcher đóng vai trò là nhà sản xuất duy nhất cho EP.

## Quảng bá

Marina performing in Minneapolis during the Love + Fear Tour in September 2019.

Sau khi được phát hành, Love + Fear nhận về sự chú ý và kì vọng đáng kể từ cộng đồng người hâm mộ do trước đây Marina đã dừng hoạt động trong vòng 4 năm. Trong khoảng thời gian đó, cô đã xuất hiện với tư cách là một vị khách mời trên các chuơng trình trò chuyện đêm khuya. Cô đã trình diễn ca khúc "Karma" trong một bộ đồ, tuơng tự với bộ mà cô đã mặc ở trong video ca nhạc đi kèm của bài hát trên chuơng trình Jimmy Kimmel Live! vào ngày 4 tháng 9 năm 2019. Theo nhà phê bình Lake Schatz của tờ Consequence of Sound, sự xuất hiện của cô đêm đó tại chuơng trình là nhằm mục đích quảng bá cho Love + Fear (Acoustic) cũng như là album và chuyến lưu diễn Love + Fear Tour của cô tại Hoa Kỳ.
Video ca nhạc cho bản acoustic của ba bài hát "True", "Superstar" và "Karma" cũng được quay vào tuần cuối của tháng 8 năm 2019 dưới sự chỉ đạo của tay đạo diễn Nikko LaMere và đăng tải trên tài khoản Youtube của cô tháng sau đó. Video đầu tiên, dành cho bài hát "Superstar", đã được phát hành đồng thời với Love + Fear (Acoustic) vào ngày 13 tháng 9. Ba ngày sau, video ca nhạc cho "True" được đăng tải.  Video cuối cùng đi kèm với bài nhạc "Karma" được tung ra vào ngày 25 tháng 9. Đoạn clip th Marina as a black-and-white jester that dances and wears an "asymmetrical jumpsuit with frilly cuffs and [a] sparkly corset".

## Danh sách bài hát
Phần ghi công lấy từ AllMusic.
| Danh sách các bài hát của Love + Fear (Acoustic) | Danh sách các bài hát của Love + Fear (Acoustic) | Danh sách các bài hát của Love + Fear (Acoustic)      | Danh sách các bài hát của Love + Fear (Acoustic) |
| STT                                              | Nhan đề                                          | Sáng tác                                              | Thời lượng                                       |
| ------------------------------------------------ | ------------------------------------------------ | ----------------------------------------------------- | ------------------------------------------------ |
| 1.                                               | "True" (acoustic)                                | Marina Diamandis Noonie Bao Oscar Görres Oscar Holter | 3:19                                             |
| 2.                                               | "Superstar" (acoustic)                           | Diamandis Ben Berger Ryan McMahon Ryan Rabin          | 4:02                                             |
| 3.                                               | "Karma" (acoustic)                               | Diamandis Berger McMahon Jack Patterson Rabin         | 3:48                                             |
| 4.                                               | "No More Suckers" (acoustic)                     | Diamandis James Flannigan Alex Hope                   | 3:29                                             |
| 5.                                               | "Orange Trees" (acoustic)                        | Diamandis Görres Erik Hassle Jakob Jerlstrom          | 3:08                                             |
| Tổng thời lượng:                                 | Tổng thời lượng:                                 | Tổng thời lượng:                                      | 17:46                                            |

Chú thích:
- Tất cả các bài hát đều được sản xuất bởi Benjamin Fletcher. [12]

## Lịch sử phát hành
| Khu vực | Ngày                | Định dạng                | Hãng đĩa | Ref.   |
| ------- | ------------------- | ------------------------ | -------- | ------ |
| Nhiều   | 13 tháng 9 năm 2019 | Tải nhạc phát trực tuyến | Atlantic | [ 11 ] |